# Fundacja Ekologia i Sztuka
Fundacja Imienia Tomka Byry Ekologia i Sztuka  – polska organizacja pozarządowa działająca m.in. na rzecz praw kobiet i ekologii. Dyrektorem Zarządu Fundacji jest Ewa Charkiewicz.
Do byłych lub obecnych współpracowników fundacji należą m.in.: Monika Bobako, Iza Desperak, Joanna Erbel, Agata Czarnacka, Katarzyna Gawlicz, Michał Herer, Michał Kozłowski, Julia Kubisa, Sebastian Michalik, Adam Ostolski, Katarzyna Szaniawska, Katarzyna Szumlewicz, Teresa Święćkowska, Małgorzata Maciejewska, Marcin Marszałek, Monika Popow, Maria Solarska, Maria Theiss, Marta Trawińska, Sylwia Urbańska, Anna Zachorowska-Mazurkiewicz.
Fundacja prowadzi działalność edukacyjną, w tym tematyczne biblioteki cyfrowe, warsztaty, kursy online, oraz podejmuje krytyczne analizy i badania dla dobra publicznego, w tym badania partycypatywne oraz projekty artystyczne wespół z i dla ruchów społecznych, a szczególnie na rzecz feminizmu i ekologii jako nowych krytyk społecznych.
Programy fundacji:
- Strona Tomka – archiwum fotografii Tomka Byry
- Seminarium Foucault
- Nekropolityka
- Think Tank Feministyczny
- Archiwum ruchu „Wolę być”
- Ekologia – ekonomia

Organizacja posiada witrynę internetową, która ma być „przestrzenią alternatywnej edukacji i krytycznej interpretacji świata, w którym żyjemy”.

## Think Tank Feministyczny
Think Tank Feministyczny to związany z Fundacją Ekologia i Sztuka kolektyw aktywistek, badaczek i artystek. Celem Think Tanku jest wsparcie i rozwój krytycznego ruchu feministycznego w Polsce poprzez działania edukacyjne i produkcję wiedzy z perspektywy i wespół z kobietami doświadczającymi ucisku, żyjącymi w ubóstwie i niepewności, pracujących na „śmieciowych” umowach.
Wiosną 2007 Think Tank rozpisał konkurs na pamiętnik migrantki. Na podstawie pamiętników powstał raport Teresy Święćkowskiej pt. „Emigrantki na globalnym rynku taniej pracy” zaś część pamiętników została opublikowana na stronie internetowej fundacji. W kolejnych latach Think Tank Feministyczny przeprowadził badania partycypatywne zorientowane na działania z kobietami żyjącymi w ubóstwie, z pielęgniarkami i położnymi, oraz analizy polityk makro-ekonomicznej, społecznej, reform ochrony zdrowia i edukacji, jak i obywatelstwa kobiet. W 2011 zespół FTT podjął badania uczestniczące na temat praw człowieka i warunków pracy w specjalnych strefach ekonomicznych w Polsce. W ramach powyższych badań powstawały video-dokumenty (we współpracy z SzumTv) – „Strajk Matek” oraz „Strefa Specjalnego Wyzysku”. Video dokumenty i raporty za badań były przedstawiane na spotkaniach organizowanych w Łodzi, Krakowie, Krośnie, Warszawie, Wałbrzychu, Wrocławiu, Poznaniu, Gdańsku, z udziałem kobiecych organizacji i związków zawodowych.
Zespół Think Tanku prowadzi internetowe kursy z feministycznej krytyki ekonomii, gender i polityka oraz feministycznej krytyki filozofii.
Na stronie Think Tanku Feministycznego znajduje się biblioteka on-line, zawierająca artykuły i fragmenty książek z teorii feministycznej, zwłaszcza feministycznej ekonomii i filozofii. Publikuje również raporty i diagnozy oraz komentarze do bieżących wydarzeń pisane z feministycznej perspektywy. Biblioteka Online Think Tanku jest największym pojedynczym źródłem krytycznej wiedzy feministycznej w Polsce. Wszystkie zasoby udostępniane są na zasadzie otwartego dostępu.

### Biblioteka Think Tanku Feministycznego
1. Gender i ekonomia opieki, red. Ewa Charkiewicz i Anna Zachorowska-Mazurkiewicz, Warszawa 2009

## Seminarium Foucault
W latach 2006–2009 grupa badaczy związana z Fundacją Ekologia i Sztuka prowadziła comiesięczne otwarte spotkania poświęcone polskiej transformacji: „Lewica od Foucaulta – transformacja i władza”. Celem spotkań była próba zastosowania kategorii teoretycznych Michela Foucaulta do analizy przemian po 1989 roku, w tym konkretnie biopolityki PRL-u, polityki historycznej, neoliberalizacji, w tym reform edukacji, nowych wzorów męskości i kobiecości, finansjalizacji, oraz polityk oporu. Pierwsze dwa cykle (2006/2007 i 2007/2008) odbywały się w redakcji „Krytyki Politycznej”. W roku akademickim 2008/2009 spotkania odbywały się w klubie Chłodna 25. Gośćmi seminarium byli m.in.: Tadeusz Kowalik, Barbara Stanosz, Piotr Laskowski, Maria Solarska, Jarosław Urbański.
Do tradycji comiesięcznych spotkań inspirowanych myślą Foucaulta nawiązuje organizowane przez Fundację Panoptykon Seminarium Panoptykon.